# Sailly (Yvelines)
Sailly is een gemeente in het Franse departement Yvelines (regio Île-de-France) en telt 374 inwoners (2004). De plaats maakt deel uit van het arrondissement Mantes-la-Jolie.

## Geografie
De oppervlakte van Sailly bedraagt 5,5 km², de bevolkingsdichtheid is 68,0 inwoners per km².
De onderstaande kaart toont de ligging van Sailly (Yvelines) met de belangrijkste infrastructuur en aangrenzende gemeenten.

## Demografie
Onderstaande figuur toont het verloop van het inwonertal (bron: INSEE-tellingen).